# 平垣内久隆
平垣内 久隆（ひらごうち ひさたか、1962年5月2日 - ）は、日本の国土交通官僚。国土交通省大臣官房危機管理・運輸安全政策審議官等を経て、内閣府総合海洋政策推進事務局長。

## 人物・経歴
広島県広島市出身。修道高等学校を経て、1985年東京大学法学部公法学科卒業、運輸省入省。2000年鹿児島県警察本部警務部長。2005年国際観光振興機構ニューヨーク観光宣伝事務所長。2008年国土交通省大臣官房参事官（鉄道担当）。2009年国土交通省航空局監理部国際航空課長。2011年国土交通省航空局航空ネットワーク部航空ネットワーク企画課長。
2012年国土交通省大臣官房参事官（会計担当）。2013年国土交通省大臣官房会計課長。2014年国土交通省航空局航空ネットワーク部長。2015年国土交通省大臣官房審議官（航空局（国際）担当）。2016年から国土交通省航空局次長として、森友学園問題での国会答弁などを担当した。
2017年内閣官房内閣審議官兼内閣官房東京オリンピック競技大会・東京パラリンピック競技大会推進本部事務局企画・推進統括官。2018年国土交通省大臣官房危機管理・運輸安全政策審議官。2019年7月9日内閣府総合海洋政策推進事務局長。同年開かれた第1回日仏包括的海洋対話では日本側共同議長を務め、海洋分野での日仏交流の促進などにあたった。2020年8月1日、退官。同年11月三井住友海上火災保険顧問。2021年自営（コンサルタント業）、日本海事センター理事長、富士急ハイランド顧客安全マネジメント調査委員会委員。2022年7月より、株式会社Rebase 社外取締役。